# Jos Jonker
Jos Jonker (Castricum, 1951. április 23. –) válogatott holland labdarúgó, középpályás.

## Pályafutása

### Klubcsapatban
1968 és 1970 között a Vitesse '22 amatőr játékosa volt. 1970 és 1978 között a Telstar, 1978 és 1980 között a Den Haag, 1980 és 1983 között az AZ labdarúgója volt. Az alkmaari csapattal egy holland bajnoki címet és két kupagyőzelmet ért el. Tagja volt az 1980–81-es UEFA-kupa-döntős csapatnak.

### A válogatottban
1980–81-ben két alkalommal szerepelt a holland válogatottban.

## Sikerei, díjai
AZ
- Holland bajnokság
  - bajnok: 1980–81
- Holland kupa (KNVB beker)
  - győztes (2): 1981, 1982
- UEFA-kupa
  - döntős: 1980–81

## Statisztika

### Mérkőzései a holland válogatottban
| Hollandia | Hollandia         | Hollandia                     | Hollandia | Hollandia | Hollandia | Hollandia    | Hollandia | Hollandia |
| #         | Dátum             | Helyszín                      | Hazai     | Eredmény  | Vendég    | Kiírás       | Gólok     | Esemény   |
| --------- | ----------------- | ----------------------------- | --------- | --------- | --------- | ------------ | --------- | --------- |
| 1.        | 1980. október 11. | Eindhoven, Philips Sportpark  | Hollandia | 1 – 1     | NSZK      | barátságos   | -         | 46'       |
| 2.        | 1981. február 22. | Groningen, Stadion Oosterpark | Hollandia | 3 – 0     | Ciprus    | vb-selejtező | -         |           |
|           | Összesen          |                               |           | 2         | mérkőzés  |              | 0         | gól       |